# Лузьке міське поселення (Кіровська область)
Лу́зьке міське поселення (рос. Лузское городское поселение) — адміністративна одиниця у складі Лузького району Кіровської області Росії. Адміністративний центр поселення — місто Луза.

## Історія
Станом на 1939 рік на території сучасного сільського поселення існували Лузька селищна рада, Лузька сільська рада, Покровська сільська рада, Савінська сільська рада та Турінська сільська рада. Станом на 1950 рік існували ті ж Лузька (населення 1227 осіб), Покровська (населення 1284 особи), Савінська (населення 910 осіб) та Турінська сільські ради (населення 575 осіб). Станом на 1978 кількість рад була меншою — Лузька міська (центр у місті Луза), Христофоровська селищна (центр у смт Христофорово), Куликовська (центр у присілку Куликово) та Лузька сільські ради (центр у місті Луза). Станом на 1998 рік на відміну від сільрад існували смт Христофорово, Куликовський сільський округ (центр у присілку Куликово) та Лузький сільський округ (центр у місті Луза).
Станом на 2002 рік на території сучасного поселення існували такі адміністративні одиниці:
- Куликовський сільський округ (селище Макуха, присілки Бармінська, Березіно, Велике Забор'є, Верхнє Липово, Демидовська, Єршово, Єршовська Запань, Загар'є, Ігнатьєвська, Куликово, Мале Забор'є, Огорельцево, Першино, Пловська, Турково, Чируховська)
- Лузький сільський округ (присілки Антюшевська, Васильєва Горка, Голяшиха, Єфаново, Ємельяновська, Зманово, Івашево, Каравайково, Клобуково, Княже, Копилово, Кузнецово, Личаково, Мартиново, Матвієвська, Осинова Слободка, Озерська, Родионова Гора, Суботіно, Соколіно, Старомонастирська, Туріно)
- місто Луза (місто Луза)
- смт Христофорово (смт Христофорово)

Поселення було утворене згідно із законом Кіровської області від 7 грудня 2004 року № 284-ЗО у рамках муніципальної реформи шляхом перетворення Лузької міської ради. 2009 року до складу поселення була включена територія ліквідованого Куликовського сільського поселення, 2012 року — територія Христофоровського сільського поселення.

## Населення
Населення поселення становить 11414 осіб (2017; 11547 у 2016, 11663 у 2015, 11878 у 2014, 12088 у 2013, 11962 у 2012, 12695 у 2010, 14467 у 2002).

## Склад
До складу поселення входять 37 населених пункти:
| Населений пункт             | Населення, осіб (2002) | Населення, осіб (2010) |
| --------------------------- | ---------------------- | ---------------------- |
| Антюшевська, присілок       | 6                      | 6                      |
| Бармінська, присілок        | 10                     | 1                      |
| Березино, присілок          | 0                      | 0                      |
| Васильєва Горка, присілок   | 2                      | 2                      |
| Велике Забор'є, присілок    | 11                     | 5                      |
| Верхнє Липово, присілок     | 30                     | 16                     |
| Голяшиха, присілок          | 0                      | -                      |
| Демидовська, присілок       | 13                     | 0                      |
| Єфаново, присілок           | 221                    | 171                    |
| Ємельяновська, присілок     | 2                      | 0                      |
| Єршово, присілок            | 5                      | 3                      |
| Єршовська Запань, присілок  | 1                      | 1                      |
| Загар'є, присілок           | 7                      | 6                      |
| Зманово, присілок           | 0                      | -                      |
| Івашево, присілок           | 9                      | 9                      |
| Ігнатьєвська, присілок      | 2                      | 0                      |
| Каравайково, присілок       | 200                    | 160                    |
| Клобуково, присілок         | 2                      | 7                      |
| Княже, присілок             | 0                      | -                      |
| Копилово, присілок          | 18                     | 14                     |
| Кузнецово, присілок         | 61                     | 53                     |
| Куликово, присілок          | 250                    | 195                    |
| Личаково, присілок          | 31                     | 20                     |
| Луза, місто                 | 12311                  | 11260                  |
| Макуха, селище              | 2                      | 0                      |
| Мале Забор'є, присілок      | 0                      | 0                      |
| Мартиново, присілок         | 1                      | -                      |
| Матвієвська, присілок       | 16                     | 7                      |
| Огорельцево, присілок       | 14                     | 0                      |
| Озерська, присілок          | 208                    | 208                    |
| Осинова Слободка, присілок  | 0                      | 0                      |
| Першино, присілок           | 0                      | 0                      |
| Пловська, присілок          | 9                      | 2                      |
| Родионова Гора, присілок    | 0                      | 0                      |
| Соколино, присілок          | 147                    | 125                    |
| Старомонастирська, присілок | 0                      | 0                      |
| Суботино, присілок          | 6                      | 1                      |
| Турино, присілок            | 5                      | 0                      |
| Турково, присілок           | 19                     | 11                     |
| Христофорово, селище        | 843                    | 412                    |
| Чируховська, присілок       | 5                      | 0                      |